# Stichting Nationaal Centrum voor Wetenschap en Technologie
De Stichting Nationaal Centrum voor Wetenschap en Technologie (NCWT) is een stichting in Nederland die, met steun van het Ministerie van Onderwijs, Cultuur en Wetenschap, tot doel heeft om een breed publiek te interesseren voor wetenschap en technologie. De bekendste activiteit van NCWT is het NEMO Science Museum in Amsterdam. Dit is tevens de fysieke locatie van bijna alle activiteiten.
Een belangrijk onderdeel is de relatie met het onderwijs, waarvoor verschillende educatieve projecten worden gerealiseerd. Uiteindelijk is het doel om de instroom in bèta- en techniekopleidingen te vergroten, ter stimulering van de Nederlandse en Europese kenniseconomie. Dit alles is voortgevloeid uit de in maart 2000 door de Europese Unie aangenomen Strategie van Lissabon.
In 2016 is ervoor gekozen om NCWT niet meer te gebruiken in de externe communicatie, maar alle activiteiten in naam te koppelen aan de bekendste en populairste activiteit, het NEMO Science Museum. 
Tot de activiteiten van NCWT behoren op dit moment:
- het NEMO Science Museum
- het Weekend van de Wetenschap, het vervolg op de tot in 2007 georganiseerde WetenWeek en van 2008 tot 2011 de Oktober Kennismaand
- het digitale platform NEMO Kennislink
- het NEMO Science Learning Center, het expertisecentrum van (buitenschoolse) wetenschaps- en techniekeducatie in Nederland.
- het NEMO depot, waar een collectie van ruim 15.000 erfgoedobjecten beheerd wordt.